# Laï
Laï (em árabe: لادي; Lādī) é uma cidade localizada no sudoeste do Chade. É a capital da província de Tandjilé e possuía uma população de 18 945 habitantes de acordo com o censo de 2009.